# Jack Rootkin-Gray
Jack Rootkin-Gray,, né le 5 novembre 2002 à Londres, est un coureur cycliste britannique.

## Biographie
Jack Rootkin-Gray est formé au Solihull Cycling Club. Dans les catégories de jeunes, il participe à des compétitions sur route mais aussi sur piste.
Après y avoir été stagiaire, il intègre l'effectif de l'équipe continentale Saint Piran en 2023. Il se distingue durant cette saison en remportant le Ringerike Grand Prix ainsi que la dernière étape de la Course de la Paix espoirs. 

## Palmarès et résultats

### Palmarès par année
- 2019
  - 1re étape du Sint-Martinusprijs Kontich (contre-la-montre par équipes)
  - Junior Cycling Tour Assen :
    - Classement général
    - 2e étape

  - 2e des Boucles de l'Oise juniors
- 2020
  - 3e de Kuurne-Bruxelles-Kuurne juniors
- 2022
  - Aughton Road Race[3]
  - St Ives CC Summer Road Race
  - Grote Prijs Dr. Eugeen Roggeman
  - Roy Hillman Memorial
  - Beaumont Trophy
  - 2e du Ryedale Grand Prix
  - 3e du championnat de Grande-Bretagne de l'américaine
- 2023
  - Perfs Pedal Race
  - Ringerike Grand Prix
  - 3e étape de la Course de la Paix espoirs
  - 2e du Beaumont Trophy
  - 2e du National Road Series
  - 3e du Sundvolden GP
  - 3e du Lincoln Grand Prix
  - 3e du Lancaster Grand Prix
  - 4e du championnat du monde sur route espoirs

### Classements mondiaux
| Année                                 | 2022  | 2023 | 2024  |
| ------------------------------------- | ----- | ---- | ----- |
| Classement mondial                    | 1306e | 425e | 2110e |
| UCI Europe Tour                       | 906e  | nc   | nc    |
|                                       |       |      |       |
| Légende : nc = non classéSource : UCI |       |      |       |